# تازه‌آباد (تالش)
تازه‌آباد، روستایی از توابع بخش مرکزی شهرستان طوالش در استان گیلان ایران است.
این روستا یکی از روستای ساحلی شهرستان تالش بوده و در همسایگی دو روستای تکی آباد و روستای میانگوه قرار دارد و فاصله این روستا تا مرکز شهر تالش حدود ۸ کیلومتر می باشد

## جمعیت
این روستا در دهستان طولارود قرار دارد و براساس سرشماری مرکز آمار ایران در سال ۱۳۸۵، جمعیت آن ۱٬۰۰۲ نفر (۲۲۴خانوار) بوده‌است.